# Gabriel de Henao
 (mai 2024).
Gabriel de Henao est un jésuite et théologue espagnol, né à Valladolid en 1611, mort âgé de 92 ans en février 1704.

## Biographie
Il entre dans la Compagnie de Jésus en 1627, et est professeur de philosophie et de théologie à l’Université de Salamanque, dont il devient recteur. Il y enseigne la théologie positive pendant plus de cinquante ans, et il faisait encore sa classe tous les jours à l’âge de quatre-vingt-dix ans. C'est là qu’il acquiert une grande renommée. Il est auteur d’un ouvrage tout à fait original, intitulé Empyreologia, seu philosophia christiana de empyreo cœlo duabus partibus, Léon, 1652, in-fol. Outre cette Philosophie chrétienne du ciel empyrée, il publie divers écrits de scolastique, estimés de son temps par les théologiens espagnols, tous écrits en latin, et dont le recueil forme onze volumes in-folio. Le seul que l’on consulte encore dans les pays étrangers, est son grand ouvrage sur les antiquités de la Biscaye : Averiguaciones de las antigüedades de Cantabria, enderazadas principalmente a descubrir las de Guipuzcoa, Vizcaya y Alaba, Salamanque, 1689-91, 2 vol. in-fol.